# Орміндя
Орміндя (рум. Ormindea) — село у повіті Хунедоара в Румунії. Входить до складу комуни Бейца.
Село розташоване на відстані 311 км на північний захід від Бухареста, 20 км на північ від Деви, 98 км на південний захід від Клуж-Напоки, 129 км на схід від Тімішоари.

## Населення
За даними перепису населення 2002 року у селі проживали 577 осіб, усі — румуни. Усі жителі села рідною мовою назвали румунську.